# Lijst Pim Fortuyn Breda
Lijst Pim Fortuyn Breda (LPF Breda) is een lokale politieke partij in de gemeente Breda die in 2018 is opgericht. Deze partij is vernoemd naar, en geïnspireerd door, de oorspronkelijke Lijst Pim Fortuyn. Samen met de LPF Eindhoven is de Lijst Pim Fortuyn Breda de enige fractie die deze naam anno 2022 nog draagt.

## Geschiedenis
Na opgericht te zijn in 2018, deed de partij voor het eerst mee met de gemeenteraadsverkiezingen in 2022. Een van de oprichters van de oorspronkelijke LPF en vriend van Pim Fortuyn, Peter Langendam, werd lijstduwer. De lijsttrekker en huidig raadslid is Iwan Dienjes. De LPF Breda wilde voor de rechtse kiezer een alternatief bieden omdat de PVV, Forum voor Democratie, BoerBurgerBeweging en JA21 in de stad afwezig waren. LPF Breda besloot in 2022 deel te nemen aan de gemeenteraadsverkiezingen in Breda met een rechts partijprogramma. Na de gemeenteraadsverkiezingen behaalde LPF Breda 1 zetel in de gemeenteraad. De huidige fractie bestaat uit gemeenteraadslid en fractievoorzitter Iwan Dienjes.

## Zetelverloop
| Jaar | Stemmen | %     | Zetels |
| ---- | ------- | ----- | ------ |
| 2022 | 2.477   | 4,04% | 1      |